# Color of Night
Pour plus de détails, voir Fiche technique et Distribution.
Color of Night ou La couleur de la nuit au Québec est un film policier américain réalisé en 1994 par Richard Rush.

## Synopsis
À New-York, une patiente se défenestre, en fin de séance chez le Dr Capa, psychanalyste. En regardant le cadavre dans sa mare de sang, Capa subit un traumatisme le rendant daltonien. Déprimé il se rend chez son richissime ami et collègue de Los Angeles, Bob Moore. Ce dernier lui propose de l'incorporer a un groupe thérapeutique comprenant cinq cas différents et difficiles : Sondra, Casey, Clark, Buck et Richie. Alors que Capa dort dans sa chambre, Moore est sauvagement assassiné. L'enquête est confiée à Martinez, policier peu scrupuleux, qui est persuadé que le coupable se trouve dans ce groupe et propose à Capa de reprendre la direction du groupe afin d'enquêter.
Capa rencontre fortuitement une très belle jeune femme, Rose, qui ne tarde pas à lui faire des avances. Capa en devient amoureux. Sur ces entrefaites, Capa enquête auprès des protagonistes, mais on cherche à l'éliminer (serpent venimeux, voiture bélier). L'enquête l'amène à rencontrer Dale, le frère de Richie, qui réclame l'abandon de la thérapie, et sa mère qui refuse lui parler. Un jour, Rose refuse, de façon incompréhensible, de feuilleter l'un des albums photos de Moore. Capa se cache et voit alors la jeune femme extraire une photo et la voler. Il la surprend : La photo la représente, nue. Moore et Rose se connaissaient donc et Rose s'enfuit. Continuant son enquête, il se rend chez Casey qui vient de se faire assassiner dans son atelier. Capa montre alors la photo au groupe. Stupéfaction, Sondra, Clark et Buck reconnaissent chacun leur « petite amie » sur cette photo. Voulant en avoir le cœur net, il se rend de nouveau et en force chez la mère de Richie qui lui apprend finalement que Richie est mort depuis quatre ans. Grâce à sa plaque minéralogique, Capa trouve l'adresse de Rose, se rend chez elle, et trouve Richie les mains clouées sur les bras d'un fauteuil. Délivré, Richie se démasque, c'était Rose !
On apprend alors que Dale, traumatisé par la mort de son frère, a fait pression sur Rose afin qu'elle « redevienne » Richie. Ce même Dale reprochait à Rose de tenter de retrouver sa personnalité, et s'en prenait à la vie de ceux qui l'aideraient dans cette voie ainsi qu'à ceux qui seraient susceptibles de découvrir la vérité. Intervient Dale qui menace le couple, armé d'un pistolet à clous. Alors que Capa semble coincé par Dale, Rose le tue. Elle veut ensuite se suicider, mais Capa la sauve tout en perdant son daltonisme.

## Fiche technique
- Réalisation : Richard Rush
- Scénario : Matthew Chapman, d'après une histoire de Billy Ray
- Production : Andrew G. Vajna pour Hollywood Pictures
- Musique : Dominic Frontiere
- Photographie : Dietrich Lohmann
- Montage : Jack Hofstra
- Décors : James L. Schoppe
- Budget : 40 000 000 $
- Pays d'origine : États-Unis
- Langue : anglais
- Genre : Thriller érotique
- Durée : 121 minutes
- Dates de sortie :
  - États-Unis : 19 août 1994
  - France : 28 septembre 1994
- Classification :
  - France : interdit aux moins de 12 ans[1]
  - Royaume-Uni : interdit aux moins de 18 ans[2]

## Distribution
- Bruce Willis (VF : Patrick Poivey ; VQ : Jean-Luc Montminy) : Dr. Bill Capa
- Jane March (VF : Anneliese Fromont pour Rose / Vincent Ropion pour Richie ; VQ : Sophie Léger) : Richie/Rose/Bonnie, participant à la thérapie de groupe, souffre de problèmes d'identité de genre
- Rubén Blades (VF : Mostéfa Stiti ; VQ : Luis de Cespedes) : Martinez, le lieutenant de police
- Lesley Ann Warren (VF : Brigitte Morisan ; VQ : Élise Bertrand) : Sondra, participante à la thérapie de groupe, nymphomane et cleptomane
- Scott Bakula (VF : Michel Papineschi ; VQ : Sébastien Dhavernas) : Bob Moore, psychiatre et ami de Capa, assassiné
- Brad Dourif (VF : Éric Legrand ; VQ : Jacques Lavallée) : Clark, participant à la thérapie de groupe, obsessionnel compulsif du comptage des choses et maniaque de la propreté
- Eriq La Salle (VF : Joël Zaffarano ; VQ : James Hyndman) : Anderson
- Lance Henriksen (VF : Michel Barbey ; VQ : Benoît Marleau) : Buck, participant à la thérapie de groupe, suicidaire à la suite des meurtres violents de sa femme et de sa fille
- Kevin J. O'Connor (VF : Dominique Collignon-Maurin ; VQ : Gilbert Lachance) : Casey, participant à la thérapie de groupe, se présente comme "fou", peint des œuvres d'inspiration sadomasochistes
- Andrew Lowery (VF : Emmanuel Karsen ; VQ : François Godin) : Dale, le frère de Richie
- Kathleen Wilhoite (VF : Joëlle Brover ; VQ : Natalie Hamel-Roy) : Michelle, la patiente suicidée

## Accueil
En raison notamment des invraisemblances supposées du scénario, la réception critique fut assez mauvaise, valant même au film de remporter le Golden Raspberry Award du pire film de 1994. Malgré la présence de Bruce Willis à l'affiche et les apparitions fréquemment  dénudées de Jane March, l'accueil du public fut également mitigé. Les recettes aux États-Unis (19,7 millions de dollars) et même au niveau mondial ne couvriront pas les frais de production de 40 millions de dollars.

## Autour du film
- Pendant le tournage, Jane March tomba amoureuse de l'un des coproducteurs du film, Carmine Zozzora, millionnaire hollywoodien et gérant de la compagnie de production des films de Bruce Willis, « Flying Heart ». Elle l'épousa avant la fin du tournage – avec Bruce Willis et Demi Moore comme témoins.
- La coiffure de Bruce Willis pour ce film est un postiche.
- Le tournage s'est déroulé entre le 19 avril et le 4 septembre 1993 à Los Angeles et à Malibu et à Beverly Hills, la maison de Bob Moore ou habite Bill Capa est situé au Circles on the Point Mansion, 29377 Cliffside Drive, à Malibu [4].